# Torre Glòries
Torre Glòries (dříve Torre Agbar) je mrakodrap v Barceloně. Výstavba probíhala v letech 2001 až 2004 a stála 130 milionů eur. Byl slavnostně otevřen 16. září 2005. Má 33 pater a výšku 144,5 metrů. Za designem budovy stojí architekt Jean Nouvel. Budovu proslavil především neobvyklý tvar, ale také její noční osvětlení.